# 林淑儀 (政府官員)
林淑儀，JP，香港政府官員，現任香港特別行政區行政長官辦公室常任秘書長。
她於1997年加入香港政府，任職政務主任。曾在財經事務局、政制事務局等部門工作。2019年起任保安局副秘書長。2023年任特首政策組副組長。2025年4月14日，接替蔡傑銘出任特首辦常任秘書長。